# Percelle Ascott
Percelle Ascott, né le 10 juin 1993 à Bulawayo au Zimbabwe, est un acteur zimbabwéen-britannique,.  
Il est connu pour ses rôles dans la série CBBC, Sorciers vs Aliens (2012-2014) et la série Netflix, The Innocents (2018). 

## Filmographie
- 2014 : Le Monde de Nathan : Ben Morgan
- 2022 : I Came By : "Jay" Jameel Agassi